# 抓吉后河泡
抓吉后河泡是一个位于中国黑龙江省佳木斯市的湖泊，面积约为1.8平方千米，属于东北平原。它的一级流域为黑龙江流域，二级流域为松花江水系。